# Serere (Ouganda)
Pour les articles homonymes, voir Serere.
Serere est une ville du district de Serere, dans la région Est en Ouganda.